# Negative (井上陽水のアルバム)
『Negative』（ネガティヴ）は、1987年12月16日に発売された井上陽水の12枚目のオリジナル・アルバム。

## 解説
前作『バレリーナ』の発売後、セルフカバー・アルバム『9.5カラット』、2枚のライブ・アルバム『クラムチャウダー』、『スターダスト・ランデヴー井上陽水・安全地帯LIVE AT 神宮』、CDのみのベスト・アルバム『Re-View』を挟んでリリースされた4年ぶりのオリジナル・アルバム。
収録曲の大半は打ち込みを全面に押し出したサウンドに仕上げている。
全10曲の中には5分台の楽曲も2曲含まれているが、2分台・3分台の楽曲でほぼ構成されている。
本作で迎えた編曲家は、星勝、清水信之、大村憲司、川島裕二、武沢豊、矢萩渉の6名。
ジャケット写真は操上和美の撮影による。
2009年3月25日に高音質のSHM-CDで再発売された。
2019年6月26日に高音質のUHQCDで再発売された。

## 収録曲

### CD, SHM-CD, UHQCD
| 全作詞・作曲: 井上陽水。 |                |           |            |          |      |
| #                        | タイトル       | 作詞      | 作曲・編曲 | 編曲     | 時間 |
| 1.                       | 「Negative」   | 井上陽水  | 井上陽水   | 川島裕二 | 3:45 |
| 2.                       | 「MOON」       | 井上陽水  | 井上陽水   | 武沢豊   | 3:14 |
| 3.                       | 「恋こがれて」 | 井上陽水  | 井上陽水   | 清水信之 | 2:59 |
| 4.                       | 「揺れる花園」 | 井上陽水  | 井上陽水   | 大村憲司 | 4:25 |
| 5.                       | 「記憶」       | 井上陽水  | 井上陽水   | 川村裕二 | 5:38 |
| 6.                       | 「Seventeen」  | 井上陽水  | 井上陽水   | 川島裕二 | 3:25 |
| 7.                       | 「全部GO」     | 井上陽水  | 井上陽水   | 矢萩渉   | 3:51 |
| 8.                       | 「We are 魚」  | 井上陽水  | 井上陽水   | 清水信之 | 3:31 |
| 9.                       | 「WHY」        | 井上陽水  | 井上陽水   | 星勝     | 5:31 |
| 10.                      | 「Love you」   | 井上陽水  | 井上陽水   | 清水信之 | 2:53 |
| 合計時間:                | 合計時間:      | 合計時間: | 39:12      |          |      |

## 楽曲について
「揺れる花園」
シングル「WHY」のB面曲。
前年に自身のカセットブック「歌う見人（ケンジン）」にて「I Fell For You」(英語詞)として発表していた。
「We are 魚」
ホンダ・トゥデイCMソング (1987年度）。
「WHY」
先行シングル。
日立製作所AV用品CMソング。

## 演奏
- Drums：村上秀一・田中裕二
- Bass：高水健司・美久月千晴・六土開正
- Guitar：大村憲司・井上陽水・武沢豊・矢萩渉・清水信之
- Keyboards：中西康晴・川島裕二
- Synthesizer：川島裕二・清水信之・小林武史・森英治
- Percussions：浜口茂外也
- Strings：加藤ストリングス・飛鳥ストリングス
- Chorus：井上陽水・石川セリ